# Robles megye
Robles egy megye Argentína északi részén, Santiago del Estero tartományban. Székhelye Fernández.

## Népesség
A megye népessége a közelmúltban a következőképpen változott:
| Év   | Lakosság |
| ---- | -------- |
| 2001 | 39 950   |
| 2010 | 44 415   |